# Johan Kemp
Johan Valdemar Kemp (1º luglio 1881 – 20 ottobre 1941) è stato un ginnasta finlandese.

## Palmarès

### Olimpiadi
- Bronzo a Londra 1908 nel concorso a squadre.